# Sideritis fernandezii
Sideritis fernandezii là một loài thực vật có hoa trong họ Hoa môi. Loài này được Negrin & P.Pérez miêu tả khoa học đầu tiên năm 1992.